# توفيق علي
توفيق علي أبو حماد (مواليد 8 نوفمبر 1990) لاعب كرة قدم فلسطيني. يجيد اللعب في مركز حراسة المرمى مع منتخب فلسطين الوطني ونادي ترجي واد النيص في دوري الضفة الغربية الفلسطيني.
كانت بدايته الأولى في مسيرته الدولية عندما خاض مباراة الميدالية البرونزية ضمن دورة الألعاب العربية 2011 ضد الكويت. حافظ على نظافة شباكه لأول مرة في صفوف المنتخب الوطني يوم 29 فبراير 2012 وكان ذلك في مباراة ودية ضد أذربيجان.

## وصلات خارجية
- توفيق علي على موقع ناشيونال فوتبول تيمز (الإنجليزية)
- توفيق علي على موقع Soccerway.com (الإنجليزية)

- توفيق علي على فرق كرة القدم الوطنية.كوم
- توفيق علي  على سكروي